# 社会的支配理論
社会的支配理論（しゃかいてきしはいりろん、英語: social dominance theory）は、集団間関係に関する社会心理学の理論であり、集団に基づく社会階層のカーストのような特徴を検証し、これらの階層がいかに安定化し、永続するかを論じるものである。この理論によれば、集団に基づく不平等は、制度的差別、集約された個人的差別、行動の非対称性という3つの主要なメカニズムを通じて維持される。理論は、広く共有されている文化的イデオロギー（「正当化神話」）が、特権を当たり前のものにすることで、これらの集団間行動に道徳的・知的正当性を与えるとしている。
データの収集と予測の妥当性検証のため、社会的支配志向性尺度が作成された。これは、集団に基づく社会階層の受容度と欲求度を測定するものであり、集団に基づく支配への支持と、内集団が権力構造においてどの位置にあるかに関わらず、平等に対する全般的な反対という2つの要因を通じて評価された。